# Voilà (песня Барбары Прави)
«Voilà» (с фр. — «Вот так») — песня французской певицы сербо-иранского происхождения Барбары Прави. Выпуск сингла состоялся 6 ноября 2020 года в форматах цифровой дистрибуции и потоковой мультимедиа, а его авторами стали сама Барбара Прави, композиторы Ижит и Лили По. С этой песней Прави представляла Францию на «Евровидении-2021» в Роттердаме (Нидерланды), одержав победу в национальном отборе «Eurovision France, c’est vous qui décidez!».

## Музыкальный видеоклип
В феврале 2021 года был снят музыкальный видеоклип на эту песню. Было объявлено, что Барбара сразу после «Евровидения» выпустит два клипа, которые будут продолжением «Voilà», и три клипа вместе образуют короткометражный фильм.

## Евровидение

### Предыстория
В июне 2020 года, когда певец Том Лееб отказался представлять Францию на «Евровидении-2021», французский телевещатель «France Télévisions» заявил, что представителя страны на конкурсе 2021 года выберут путём нового национального отбора «Eurovision France, c’est vous qui décidez!».
9 декабря 2020 года стали известны 12 участников национального отбора, а также песни, которые они будут исполнять (в том числе «Voilà»).
30 января 2021 года состоялся сам отборочный тур, по итогам которого Барбара Прави с песней «Voilà» одержала победу, набрав 204 балла (104 — жюри, 100 — телезрители), за что получила право представить Францию на «Евровидении-2021».

### На «Евровидении»
65-й конкурс песни «Евровидение-2021» прошёл в Роттердаме, Нидерланды, и состоял из двух полуфиналов — 18 и 20 мая 2021 года, и финала — 22 мая 2021 года. Согласно правилам «Евровидения», все страны, за исключением страны-хозяйки и «Большой пятёрки», состоящей из Великобритании, Германии, Испании, Италии и Франции, должны принять участие в одном из двух полуфиналов для того, чтобы пройти в финал, в который проходит десятка лучших соответствующего полуфинала. Поскольку Франция входит в «Большую пятёрку», страна автоматически прошла в финал, состоявшийся 22 мая 2021 года на сцене арены «Rotterdam Ahoy» в Роттердаме, Нидерланды. 15 мая 2021 года стало известно, что Франция выступит во второй половине финала.
В финале конкурса песни «Евровидение» песня заняла второе место, получив 499 баллов, высшую оценку в 12 баллов Франция получила от телезрителей Бельгии, Португалии, Испании и Нидерландов, а также от профессионального жюри Испании, Нидерландов, Ирландии, Сербии, Великобритании, Германии, Сан-Марино и Швейцарии.

## Участники записи
По данным сервиса «Tidal».
- Барбара Прави — продюсер, композитор, автор текста песни, ассоциированный исполнитель, вокал
- Элоди Фийоль — продюсер
- Жереми Аркаш — продюсер
- Ижит — композитор
- Лили По — автор

## Чарты
| Чарт (2021)                         | Высшая позиция |
| ----------------------------------- | -------------- |
| Австрия (Ö3 Austria Top 40)         | 66             |
| Бельгия/Фландрия (Ultratop 50)      | 36             |
| Бельгия/Валлония (Ultratop 50)      | 34             |
| Финляндия (Suomen virallinen lista) | 10             |
| Франция (SNEP)                      | 24             |
| Германия (GfK)                      | 62             |
| Global 200 (Billboard)              | 148            |
| Греция (IFPI)                       | 32             |
| Исландия (Tónlist)                  | 19             |
| Ирландия (IRMA)                     | 40             |
| Литва (AGATA)                       | 4              |
| Нидерланды (Single Top 100)         | 3              |
| Норвегия (VG-lista)                 | 19             |
| Португалия (AFP)                    | 50             |
| Испания (PROMUSICAE)                | 60             |
| Швеция (Sverigetopplistan)          | 18             |
| Швейцария (Schweizer Hitparade)     | 24             |
| Великобритания (OCC UK Singles)     | 62             |

## История релиза
| Регион | Дата          | Формат                                      | Лейбл                | Прим. |
| ------ | ------------- | ------------------------------------------- | -------------------- | ----- |
| Мир    | 6 ноября 2020 | цифровая дистрибуция, потоковое мультимедиа | Capitol Music France | [ 5 ] |